# مستقبل العقل (كتاب)
مستقبل العقل (بالإنجليزية:The Future of Mind) هو آخر كتب الفيزيائي الشهير ميشيو كاكو.

## عن الكتاب
يتناول الكتاب - كسائر كتب ميشيو - مستقبل معرفتنا بالعقل، ومفاهيمنا عنه، وكيف يمكننا في المستقبل ان نصل للقدرة على القيام بأشياء مثل قراءة الأفكار، والسايكوكينيسيس (وتعني التحريك عن بعد بواسطة الدماغ).هذا ويمتاز الكتاب بكونه يناقش قضية العقل من وجهة نظر فلسفية، الذي -حسب ميشيو كاكو نفسه- يعد أحد أهم أسرار الطبيعة التي لم نكتشفها بالكامل بعد.
صدر الكتاب بالعربية ضمن سلسلة عالم المعرفة العدد 447 أبريل 2017

## عن المؤلف
هو الفيزيائي الشهير ميشيو كاكو، أستاذ الفيزياء في جامعة مدينة نيويورك، وهو مؤسس مشارك في تاسيس نظرية الأوتار الفائقة، وهو كاتب ومؤلف علمي شهير ومعروف، وله كتب تعد من الأفضل مبيعًا على مستوى العالم، وهو مضيف لعدة برامج وثائقية وإذاعية.
ومن الكتب العلمية المشهورة التي ألفها:
- الفضاء المفرط
- ما بعد آينشتاين
- فيزياء المستحيل (كتاب)
- فيزياء المستقبل
- عوالم متوازية
- كون آينشتاين
- رؤى مستقبلية

## روابط خارجية
- التخاطر مستقبل العقل/ عالم بلا حدود/ تم الاسترجاع بتاريخ 7يونيو2016